# Călmățui
Călmățui è un comune della Moldavia situato nel distretto di Hîncești di 1.508 abitanti al censimento del 2004